# Rhodostrophia perezaria
Rhodostrophia perezaria là một loài bướm đêm trong họ Geometridae.